# Živko Petkov
Živko Stojanov Petkov (in bulgaro Живко Стоянов Петков?; Burgas, 15 febbraio 1993) è un calciatore bulgaro, attaccante del Černomorec Burgas.

## Carriera

### Club
Ha sempre militato nel campionato bulgaro.

### Nazionale
Ha debuttato con la maglia della Nazionale Under-21 durante le qualificazioni al campionato europeo di categoria nel 2013.